# Arnaud de Falguières
Arnaud de Falguières (zm. 12 września 1317 w Awinionie) − francuski duchowny.

## Życiorys
Pochodził z Miramont w diecezji Tuluza. Arcybiskup Arles od 30 stycznia 1308 do 19 grudnia 1310, następnie kardynał biskup Sabiny. Jeden z najbliższych współpracowników papieża Klemensa V. 1311-13 był jednym z legatów papieskich w Rzymie na koronację cesarską Henryka VII (odbyła się 29 czerwca 1312 w bazylice laterańskiej). Uczestniczył w konklawe 1316. Zmarł w Awinionie.